# Augusta de Reuss (línea menor) (1794-1855)
Augusta de Reuss-Köstritz (Brunswick, 3 de agosto de 1794 - Köthen, 13 de julio de 1855) fue una princesa alemana, esposa del soberano Enrique, duque de Anhalt-Köthen.

## Biografía
Nació en Brunswick, hija del matrimonio formado por Enrique XLIV de Reuss (línea menor) y la baronesa Auguste Riedesel de Eisenbach.

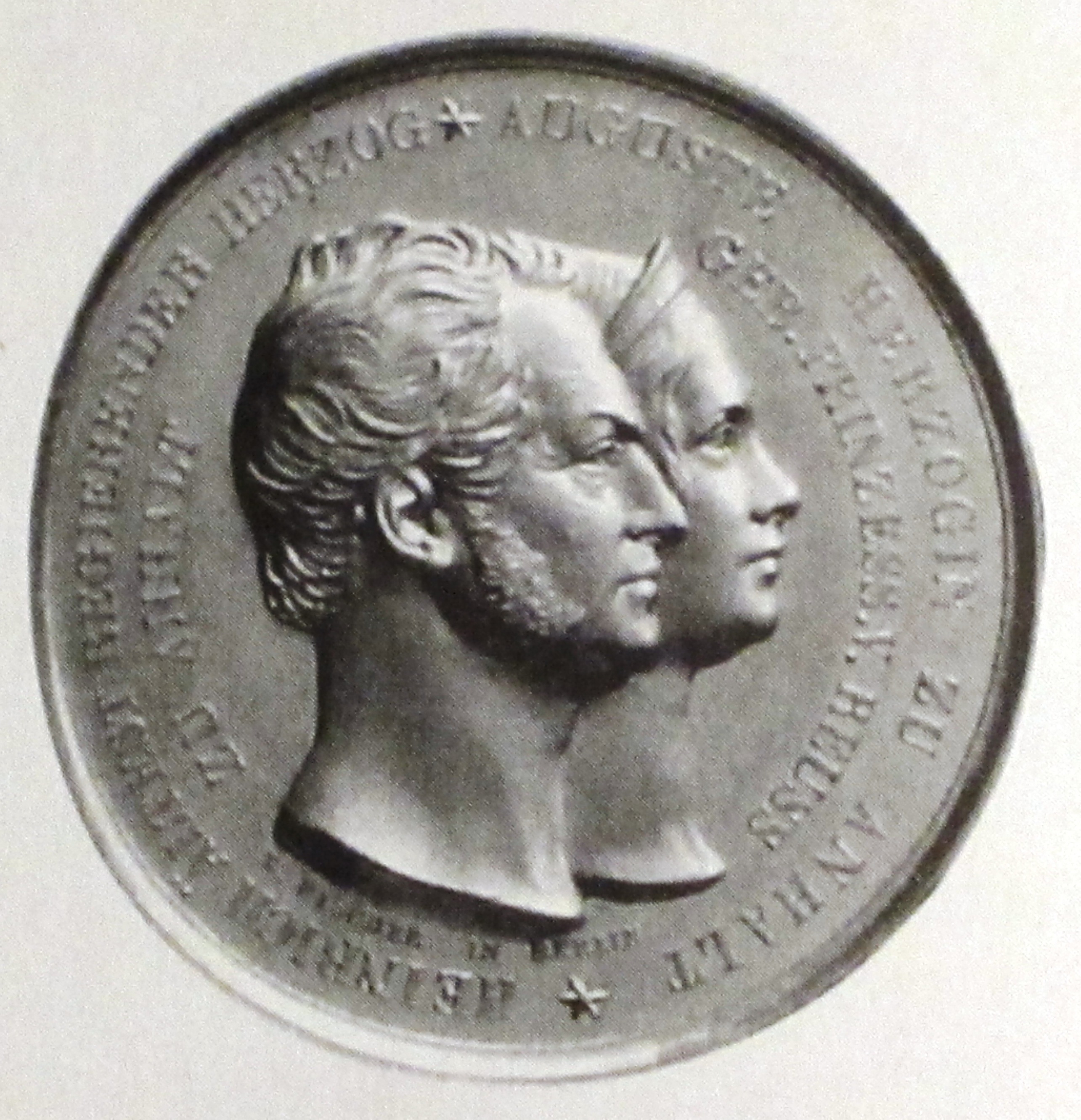
Medalla conmemorativa de sus bodas de plata, mostrando los perfiles de su marido y Augusta.

El 18 de mayo de 1819 en Trebschen (en polaco, Trzebiechów) contrajo matrimonio con el duque Enrique de Anhalt-Pless, entonces príncipe de Anhalt-Pless. El matrimonio no tendría hijos.
El 23 de agosto de 1830 murió el hermano mayor de su marido, Federico Fernando, duque reinante de Anhalt-Köthen. A la muerte de este, le sucedió su marido como soberano del ducado de Anhalt-Köthen. Auguste tuvo un carácter más volcado hacia la vida privada que la pública.
A principios de junio de 1836 se encontraba en Viena durante la visita a esta capital de los príncipes Fernando y Luis de Orleans, hijos de Luis Felipe I de Francia.
Quedó viuda el 23 de noviembre de 1847.
Murió en Köthen en 1855, siendo enterrada en el lugar tradicional de sepultura de la casa de Anhalt-Köthen: la cripta de los príncipes de la iglesia de Santiago (en alemán, St. Jakob) en Köthen.

## Títulos
- 3 de agosto de 1794-18 de mayo de 1819: Su Alteza Serenísima la princesa Augusta de Reuss (línea menor)
- 18 de mayo de 1819-23 de agosto de 1830: Su Alteza Serenísima la princesa de Anhalt-Pless.
- 23 de agosto de 1830-16 de agosto de 1844: Su Alteza Serenísima la duquesa de Anhalt-Köthen.[4][9]
- 16 de agosto de 1844-23 de noviembre de 1847: Su Alteza la duquesa de Anhalt-Köthen.[4]
- 23 de noviembre de 1847-13 de julio de 1855: Su Alteza la duquesa viuda de Anhalt-Köthen.[1]

### Individuales
1. 1 2  I. Das herzogliche haus. A. Genealogie. 2. Anhalt-Köthen. «Staats- und Adreß-Handbuch für die Herzogthümer Anhalt-Dessau und Anhalt-Köthen: 1851». Staats- und Adreß-Handbuch für die Herzogthümer Anhalt-Dessau und Anhalt-Köthen (en alemán) (Dessau: Katz): 7. 1851. Consultado el 1 de febrero de 2022.
2. ↑  «Riedesel zu Eisenbach, Friedrich Adolph Freiherr». Hessische Biografie. Consultado el 1 de febrero de 2022.
3. ↑  «Z 70 Abteilung Köthen». Findbuch zum Bestand. Landeshauptarchiv Sachsen-Anhalt: 29, 40, 54.
4. 1 2 3  Historische Commission bei der königl. Akademie der Wissenschaften (1877). Friedrich Ferdinand, Herzog von Anhalt-Cöthen. Allgemeine Deutsche Biographie (1. edición). Duncker & Humblot. p. 671. Consultado el 1 de febrero de 2022.
5. ↑  «Auguste Friederike Esperance, Fürstin v. Anhalt-Köthen». Damen Conversations Lexikon (en alemán). Leipzig. 1834. pp. 371-372. Consultado el 1 de febrero de 2022.
6. ↑  Imbert de Saint-Amand (1893). «Les princes à Vienne».  En E. Dentu, ed. Marie-Amélie et la cour des Tuileries (en francés). Paris. p. 261. Consultado el 1 de febrero de 2022.
7. ↑  «Digitaler Portraitindex: Bildnis des Auguste, Herzogin von Anhalt-Köthen». www.portraitindex.de. Consultado el 1 de febrero de 2022.
8. ↑  «Die Fürstengruft in der St. Jakobs Kirche». www.evangelisch-koethen.de. Consultado el 1 de febrero de 2022.
9. ↑  Meyer, Phil Ant Guido v (1845). «11. Zur Courtoisie der regierenden þá upter im Bunde: Besch u ß über das Prädicat ,,Hoheit", vom 16. Aug. 1844, XXVII. Sigung, Sep. Prot. S. 792 n.') (Officieller Urtikel.)». Corpus constitutionum Germaniae oder die sa ̈mmtlichen Verfassungen der Staaten Deutschlands, mit den beiden Grundvertra ̈gen des Deutschen Bundes u. deren wesentlichen Erga ̈nzungen: Herausgegeben von Phil. Ant. Guido v. Meyer. II (en alemán). Brönner. Consultado el 1 de febrero de 2022.